# Granès
Granès ist eine Gemeinde im französischen Département Aude in der Region Okzitanien. Sie gehört zum Kanton La Haute-Vallée de l’Aude und zum Arrondissement Limoux. 

## Lage
Das Gemeindegebiet ist Teil des Regionalen Naturparks Corbières-Fenouillèdes.
Nachbargemeinden sind Espéraza im Norden, Rennes-le-Château im Nordosten, Saint-Just-et-le-Bézu im Südosten, Saint-Julia-de-Bec im Süden und Saint-Ferriol im Westen.

## Bevölkerungsentwicklung
| Jahr      | 1962 | 1968 | 1975 | 1982 | 1990 | 1999 | 2008 | 2019 |
| --------- | ---- | ---- | ---- | ---- | ---- | ---- | ---- | ---- |
| Einwohner | 99   | 96   | 82   | 95   | 111  | 124  | 126  | 95   |

## Meteorit
Im Jahr 1964 wurde bei Granes ein frisch gefallener, beobachteter Meteorit gefunden. Die Analyse ergab, dass es sich um einen etwa neun Kilogramm schweren Chondriten vom Typ L6 handelt.